# Juana Espejo
Juana Alicia Espejo de Ramos fue una docente y política argentina del Partido Peronista Femenino. Fue elegida a la Cámara de Diputados de la Nación Argentina en 1951, integrando el primer grupo de mujeres legisladoras en Argentina con la aplicación de la Ley 13.010 de sufragio femenino. Representó al pueblo de la Capital Federal entre 1952 y 1955.

## Biografía
Previo a su participación política, ejerció como docente.
En las elecciones legislativas de 1951 fue candidata del Partido Peronista en la 6.° circunscripción de la Capital Federal, siendo una de las 26 mujeres elegidas a la Cámara de Diputados de la Nación Argentina. Otras tres mujeres, Delia Parodi, Ana Carmen Macri y Dora Matilde Gaeta, también fueron elegidas en la Capital Federal. Asumió el 25 de abril de 1952.
Fue secretaria de la comisión de Legislación del Trabajo. En 1952 presentó un proyecto para incorporar una pintura sobre la «glorificación de Eva Perón» en la bóveda de la cúpula del Palacio del Congreso de la Nación Argentina.
Había sido elegida hasta 1958 pero permaneció en el cargo hasta septiembre de 1955, cuando su mandato fue interrumpido por el golpe de Estado de la autoproclamada Revolución Libertadora.
Era hermana de José Espejo, secretario general de la CGT.